# 圣阿芒
圣阿芒（法語：Saint-Amand，法語發音：[sɛ̃.t‿amɑ̃]）是法国芒什省的一个旧市镇，属于圣洛区。2017年，圣阿芒和相邻的普拉西-蒙泰居合并为新市镇圣阿芒维拉日。

## 地理
圣阿芒（49°2'34"N, 0°57'50"W）面积29.2 平方千米，位于法国诺曼底大区芒什省，该省份为法国西北部沿海省份，西、北、东北三面环大西洋，东起顺时针与卡爾瓦多斯省、奧恩省、马耶讷省和伊勒-维莱讷省接壤。
与圣阿芒接壤的市镇（或旧市镇、城区）包括：普雷科尔班、维尔河畔托里尼、比耶维尔、维尔河畔孔代、日耶维尔、吉尔贝维尔、朗贝维尔、勒佩龙、普拉西-蒙泰居、圣让代勒、托里尼莱维尔、维尔河畔孔代。
圣阿芒的时区为UTC+01:00、UTC+02:00（夏令时）。

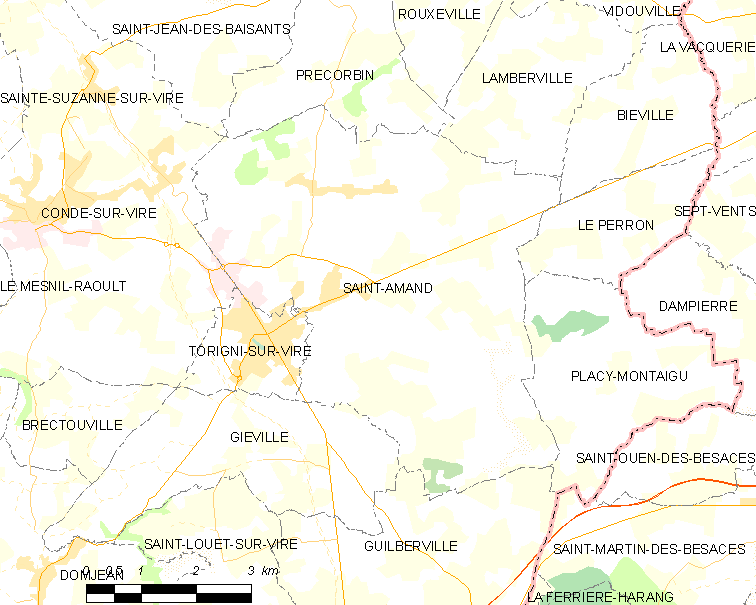
圣阿芒的OSM定位图

## 行政
圣阿芒的邮政编码为50160，INSEE市镇编码为50444。

## 政治
圣阿芒所属的省级选区为维尔河畔孔代县。

## 人口

1962-2008年间圣阿芒人口变化图示

圣阿芒于2018年1月1日时的人口数量为2268人。